# Rumex graminifolius
Rumex graminifolius là một loài thực vật có hoa trong họ Rau răm. Loài này được Georgi ex Lamb. miêu tả khoa học đầu tiên năm 1811.